# Cseh Hadsereg
Csehország hadereje, hivatalos nevén A Cseh Köztársaság Hadserege (csehül: Armáda České republiky) a szárazföldi csapatokból, a Cseh Légierőből és a támogató egységekből áll. 1945 és 1989 között a Csehszlovák Hadsereg létszáma kb. 200 000 fő volt és szovjet elvek alapján szervezték meg. A Varsói Szerződés felbomlása, illetve Csehszlovákia megszűnése  után a Cseh Hadsereget is mélyrehatóan át kellett szervezni. 1999. március 12-től Csehország is tagja a NATO-nak.

## A Cseh Hadsereg néhány összefoglaló adata
- Katonai költségvetés: 3,1 milliárd USD a GDP 1,37%-a 2008-ban.
- Teljes személyi állomány: 27 000 fő, emellett 8000 fő közalkalmazott.
- Létrehozható állomány: 5600 fő, beleszámítva az 1600 fős belbiztonsági erőket, és 4000 fő határőrt.
- Sorozás, toborzás rendje: Csehország 2006-ban tért át a professzionális haderőre. (A sorkatonai szolgálati idő 12 hónap volt.)
- Rendelkezésre álló mozgósítható létszám: 2,4 millió fő, ebből 1,9 millió fő alkalmas harci szolgálatra.

## Szárazföldi erő: 39850 fő.
- Törzs, gyors reagálású dandár ebben 2 gépesített, 1 ejtőernyős desszant zászlóalj, 1 műszaki, és tüzérosztály.
- 2 gépesített dandár, ezekben 3 gépesített, 1 felderítő, 1 műszaki zászlóalj, 2 tüzérosztály, 1 légvédelmi rakétaosztály
- 7 kiképző, oktatási bázis
- tartalék: 8 törzs (területvédelmi parancsnokság)

### Fegyverzete
Harckocsik

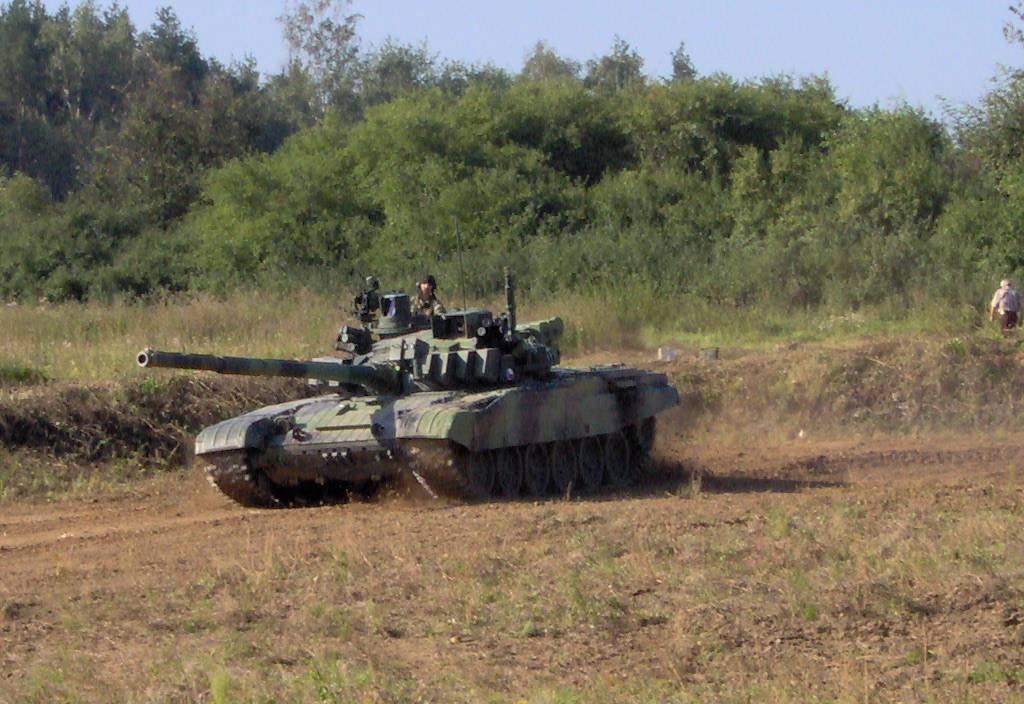
Modernizált cseh T–72M4 CZ harckocsi

- 179 db T–72 harckocsi (30 db-ot korszerűsítenek T-72M4 CZ változatra, valamint 478 db T-72-es harckocsit stratégiai tartalékba helyeztek.)

Páncélozott szállító harcjárművek
- 257 db BMP–1 gyalogsági harcjármű
- 174 db BMP–2 gyalogsági harcjármű
- 29 db OT–90 és 43 db OT-64 (ezeket az érkező 107 db Pandur II harcjárművek váltják le)

Tüzérségi eszközök
- 168 db 152 mm-es DANA önjáró löveg
- 2 db 2SZ1 Gvozgyika önjáró tarack
- 81 db 122 mm-es aknavető
- 84 db M1982
- 8 db 120 mm-es aknavető
- 60 db RM–70 sorozatvető

## A cseh haderőben történő átalakulások 2013-ig
- A cseh haderőben már 2003-ban megkezdték a haderőben történő átalakításokat, és a territoriális erőknél bevezették az önkéntességet.
- 199 db osztrák gyártmányú Pandur II 8x8-as páncélozott harcjármű beszerzése, majd még 35 db beszerzése, ezek váltják a BTR-eket, a BMP-ket, és az OT-kat.
- A MiG–29-ek rendszerből való kivonása, helyüket JAS 39 Gripenek veszik át. (A MiG–29-eseket Lengyelország vásárolta meg.)
- 140 db T–72M1 harckocsi T–72M4 CZ harckocsivá való átalakítása és megtartása.
- Jelentősen csökkent a cseh haderő létszáma is, a létszám 35 000 fő lett, melyet 10 000 fő polgári alkalmazott egészít ki.

## Légierő és légvédelem

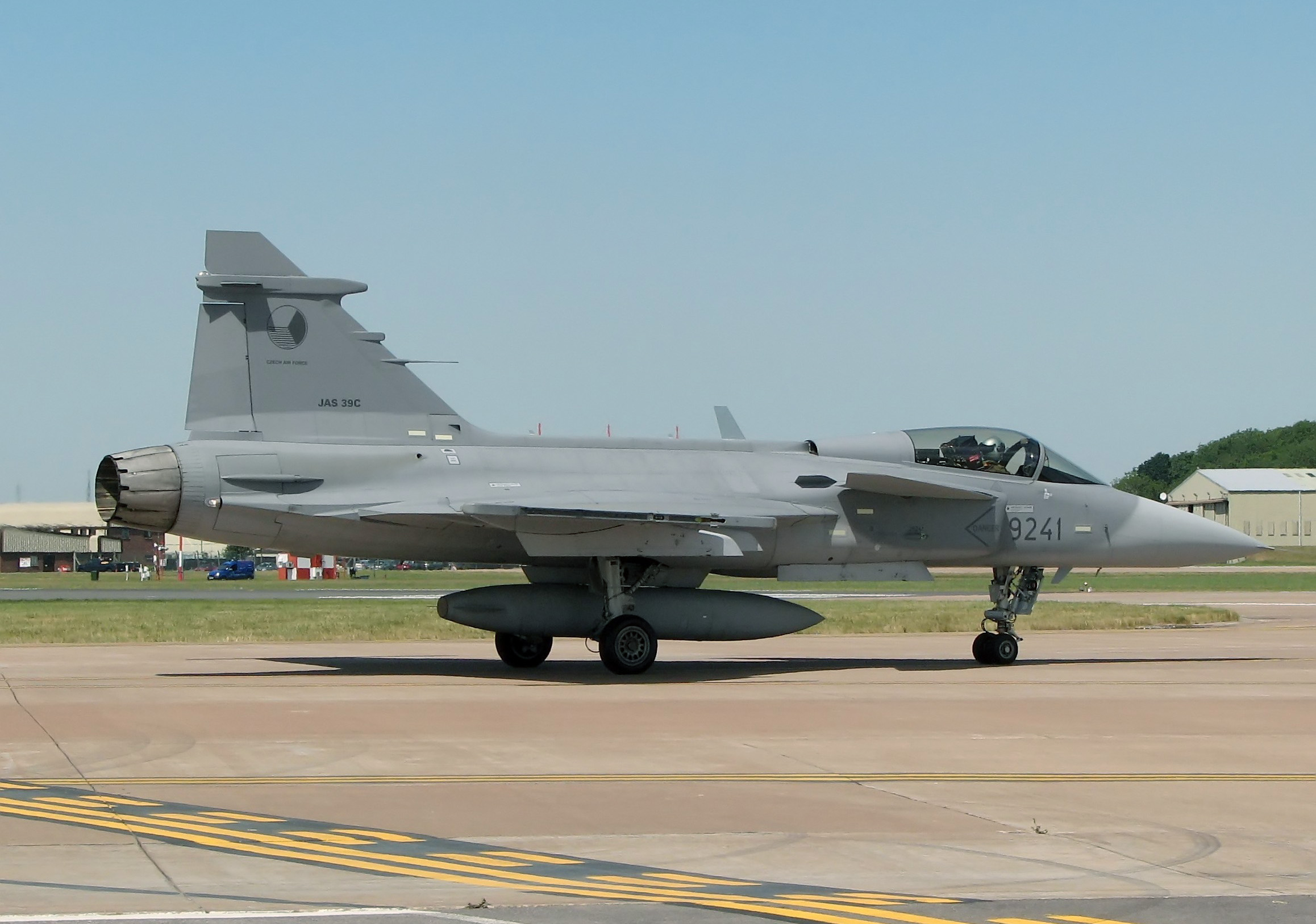
Cseh JAS 39C

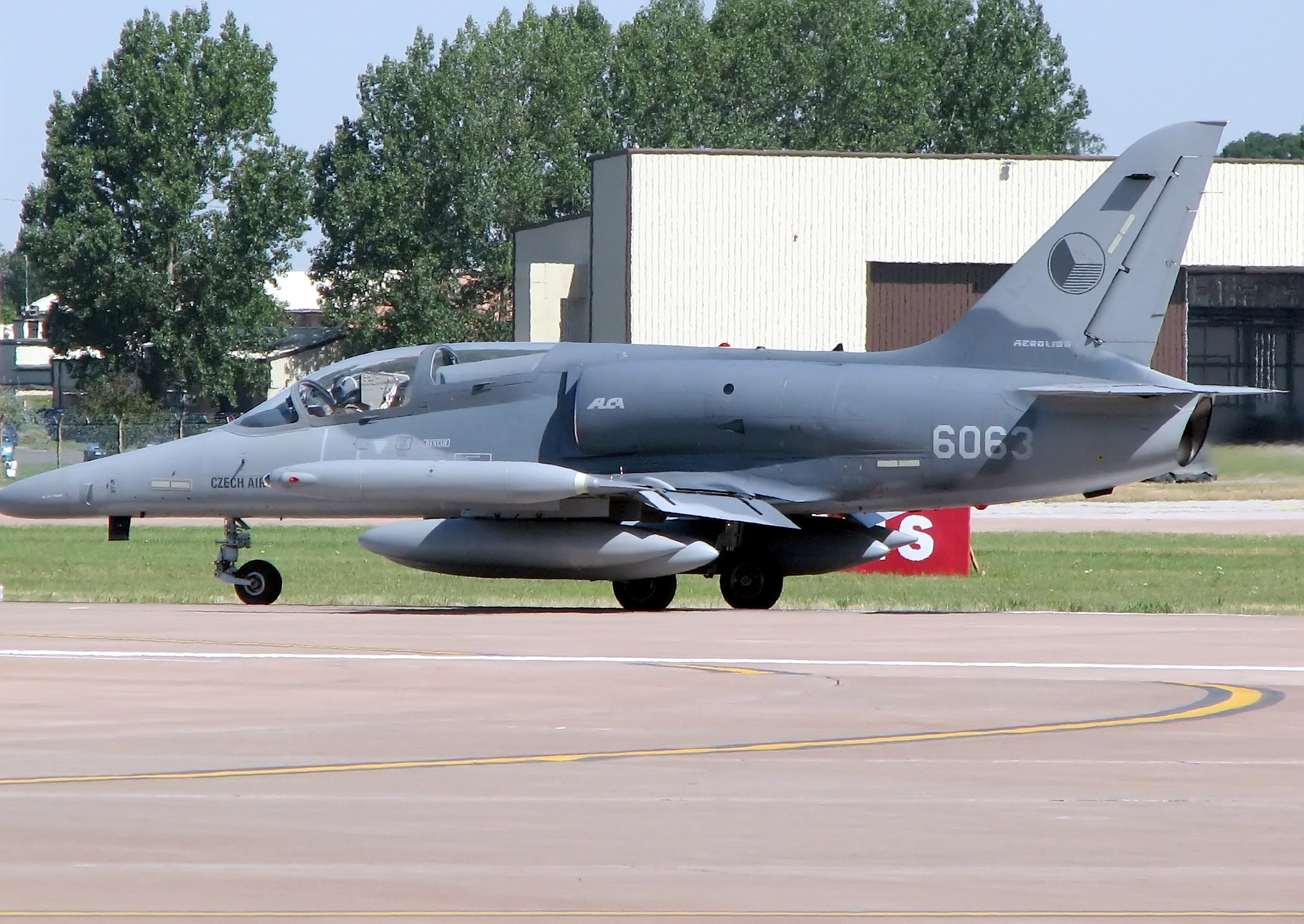
Aero Vodochody L-159 ALCA a Cseh Légierő hadrendjéből

A cseh légierő  (Vzdušné síly armády České republiky) kötelékébe a repülő és légvédelmi csapatok tartoznak, együttes létszámuk: 13 000 fő, ebből 8500 fő a kiszolgáló állomány.
Harcászati egységek:
- 2 vadászbombázó század
- 2 vadászrepülő század
- 3 helikopter század
- 2 légvédelmi hadosztály

Repülők, helikopterek:
- 12 db Saab Jas–39 Gripen EBS CZ C (2006-2007-ig leszállítva)
- 2 db Saab Jas–39 Gipen EBS CZ D(2006-2007-ig leszállítva)
- 71 db L–159 ALCA (ezek nagy része azonban jelenleg lekonzerválva, eladásra vár, 20 darab együléses L-159A, és 4 darab kétüléses L-159T használnak aktívan)
- 14 db L–410 Turbolet
- 5 db An–26, An–30 (ezek helyett előfordulhat új beszerzés)
- 10 db Mi–35
- 18 db Mi–24V
- 1 db Mi–24D

Rendszerből kivont repülőgépek:
- 39 db Mi–2
- 13 db Mi–8, Mi–17
- 29 db L–39 Albatros
- 28 db MiG–21
- 8 db Z–142C
- 3 db Tu–154
- 4 db An–24
- 21 db L–29 Delfín
- 33 db MiG–23B
- 20 db MiG–29 (Lengyelország vásárolták, és újítják fel őket 2006-ban.)

## Nemzetközi szerepvállalás
Csehország a NATO (KFOR, SFOR, ISAF), az ENSZ, és az OSCE keretein belül küldött csapatokat Boszniába, Afganisztánba, Irakba és Koszovóba, körülbelül 751 katonával.
Cseh egységek külföldi bevetésen:
- Koszovó: 500 katona, KFOR kontingensben.
- Irak: 96 katona
- Bosznia-Hercegovina: 65 katona (ALTHEA misszióban)
- Afganisztán: 100 katona NATO (ISAF) misszióban, ebből 83 katona Faizbadban, 17 katona Kabulban.